# Ducati Multistrada 1200
Ducati Multistrada 1200 — мотоцикл, производимый фирмой Ducati с 2010 года. Мотоцикл объединяет в себе четыре режима: городской мотоцикл — Urban, спортивный байк — Sport, байк-вездеход — Enduro и комфорт — Tourism.

## Характеристика
Мотоцикл объединяет в себе четыре режима: городской мотоцикл — Urban, спортивный байк — Sport, байк-вездеход — Enduro и комфорт — Tourism. Переключение между режимами работы двигателя обеспечивает система Ducati Traction Control — DTC, настраивая скорость вращения колёс, включения системы ABS, а также степень открытия ручки газа и имеет семь уровней.
При режиме Urban сила двигателя снижается до 100 лошадиных сил и подвеска приспосабливается под городские условия. DTC устанавливается на 6-й режим. В режиме Enduro сила двигателя также ограничена до 100 л. с., но DTC при этом находится во 2-м режиме. В режиме Tourism двигатель работает в полную силу — 150 л. с., а DTC устанавливает 5-й режим.
Модели 1200S включают системы DTS, ABS и DES. На стандартных моделях система ABS является опциональной.